# Secotium coarctatum
Secotium coarctatum är en svampart som beskrevs av Berk. 1845. Secotium coarctatum ingår i släktet Secotium och familjen Agaricaceae.   Inga underarter finns listade i Catalogue of Life.